# Mehdi Essadiq
Mehdi Essadiq (en arabe : مهدي الصديق), né le 31 mai 1986 à Kénitra, est un triathlète et médecin psychiatre marocain.

## Biographie

### Jeunesse
Mehdi Essadiq nait à Kénitra dans la région de Rabat-Salé-Kénitra au Maroc où il a commencé le sport avec son père, en pratiquant les sports d'endurance liés au triathlon d'une manière séparée, sans vraiment savoir que c'était une discipline olympique. Puis à effectuer son premier triathlon à l’âge de 15 ans avec son lycée de Rabat et s'inscrit au club de natation des Cheminots de la ville. Sa passion pour le triple effort au lycée le décida d'en faire d'une manière plus sérieuse et d'aller s'entraîner en France, le triathlon marocain n’ayant pas encore à l'époque de cadre ou de fédération.

### Carrière en triathlon
Aux championnats d'Afrique de triathlon 2012 à Morne Brabant, Mehdi  est victime d'hyperthermie qui le plonge dans le coma.
Il est médaillé de bronze en individuel aux championnats d'Afrique Élite par quatre fois, d'abord en 2010 à Durban où il finit quatrième, mais le vainqueur néerlandais Sander Berk n'étant pas africain, il monte sur la troisième marche du podium, tout comme  en 2015 à Sharm El Sheikh, en 2018 à Rabat et en 2019 à l'Île Maurice. Il remporte l’argent également à Buffalo City en 2016.
Il devient médaillé d'argent aux Jeux africains de 2019 à Rabat et médaillé d'or en relais mixte aux championnats d'Afrique 2021 à Charm el-Cheikh. Lors de ces derniers championnats, il termine sixième de l'épreuve individuelle, ce qui lui permet d’assurer sa qualification pour les Jeux olympiques d'été de 2020 à Tokyo, devenant ainsi le premier marocain à participer à un triathlon olympique. Il se place à la 45e place de la compétition en 1 h 45 min 25 s.

### Vie privée
Mehdi est arrivé en France en 2005 et a fait ses études de médecine au groupement hospitalier universitaire Pitié-Salpêtrière à Paris avant de faire sa spécialité à la faculté de médecine de Montpellier. Il est médecin psychiatre à 
Rabat. Mehdi s'essaye aussi de temps en temps sur des triathlons longue distance comme l'Ironman 70.3 de Marrakech ou encore l'Embrunman.

## Palmarès
Le tableau présente les résultats les plus significatifs (podium) obtenus sur le circuit national et international de triathlon depuis 2010. 
| Année | Compétition                              | Pays           | Position           | Temps           |
| ----- | ---------------------------------------- | -------------- | ------------------ | --------------- |
| 2021  | Championnats d'Afrique en relais mixte   | Égypte         | Médaille d'or      | 1 h 35 min 48 s |
| 2019  | Jeux africains                           | Maroc          | Médaille d'argent  | 0 h 58 min 4 s  |
| 2019  | Championnats d'Afrique                   | Maurice        | Médaille de bronze | 1 h 54 min 17 s |
| 2019  | Coupe d'Afrique - l'étape sprint d'Accra | Ghana          | Médaille d'argent  | 1 h 4 min 0 s   |
| 2018  | Championnats d'Afrique                   | Maroc          | Médaille de bronze | 1 h 59 min 23 s |
| 2011  | Coupe d'Afrique - l'étape de Mombasa     | Kenya          | Médaille d'argent  | 1 h 58 min 26 s |
| 2010  | Championnats d'Afrique                   | Afrique du Sud | Médaille de bronze | 2 h 0 min 6 s   |
| 2010  | Coupe d'Afrique - l'étape de Mombasa     | Kenya          | Médaille de bronze | 1 h 52 min 2 s  |